# Kastl, Amberg-Sulzbach
Kastl là một đô thị ở huyện Amberg-Sulzbach bang Bayern nước Đức. Đô thị Kastl, Amberg-Sulzbach có diện tích 64,83 km², dân số thời điểm ngày 31 tháng 12 năm 2006 là 2565 người.